# 里亚瓜斯德圣巴尔托洛梅
里亚瓜斯德圣巴尔托洛梅，是西班牙卡斯蒂利亚-莱昂塞戈维亚省的一个市镇。 总面积12平方公里，总人口90人（2001年），人口密度8人/平方公里。